# チャーリー・パーカー
チャーリー・パーカー（Charles Parker Jr. 1920年8月29日 - 1955年3月12日）は、アメリカ合衆国のジャズミュージシャン。アルトサックス奏者、作曲家、編曲家。「モダン・ジャズ（ビバップ）」を創造した「ジャズ・ジャイアンツ」の一人として知られる。

## 人物概要
1940年代初頭から、モダン・ジャズの原型となるいわゆるビバップスタイルの創成に、ディジー・ガレスピーと共に携わった。
これにより「モダン・ジャズ（ビバップ）の父」とも言われる。初期の頃よりヤードバード（Yardbird）（起源は諸説あり）と呼ばれており、後に単にヤード、或いは、バードとも呼ばれ、特に後者が親しまれた。パーカー自身も"Yardbird Suite" や"Bird Feathers"といったタイトルを発表している。(イギリスのロックバンド、ヤードバーズの名は、これに由来。）
ニューヨークにあるバードランドはこの名称に由来し、ジョージ・シアリングの"Lullaby of Birdland"（バードランドの子守唄）やウェザー・リポートの"Birdland"といった曲もある。
十代の頃から数度の結婚を経て何人かの子供がいる（入籍していない事実婚があったり、相手の連れ子を我が子としたり、夭折した子がいたり、と数ははっきりとしない）。

## 生涯
アメリカ合衆国カンザス州カンザスシティに生まれ、ミズーリ州カンザスシティで育つ。父親は、もともとT.O.B.A.（アフリカ系アメリカ人によるヴォードヴィルの興行組織）のピアニスト兼ダンサー兼シンガーであったが、後にプルマン社（鉄道会社）のウェイターやコックなど職を転々とし、パーカーが20歳になる前に亡くなっている。母親は、地方のウエスタンユニオンに夜勤めていた。
子供の頃より並外れた音楽の才能があった形跡はなく、彼に大きな影響を与えたのは、インプロヴィゼーションの基本を教えた若きトロンボーン奏者であった。

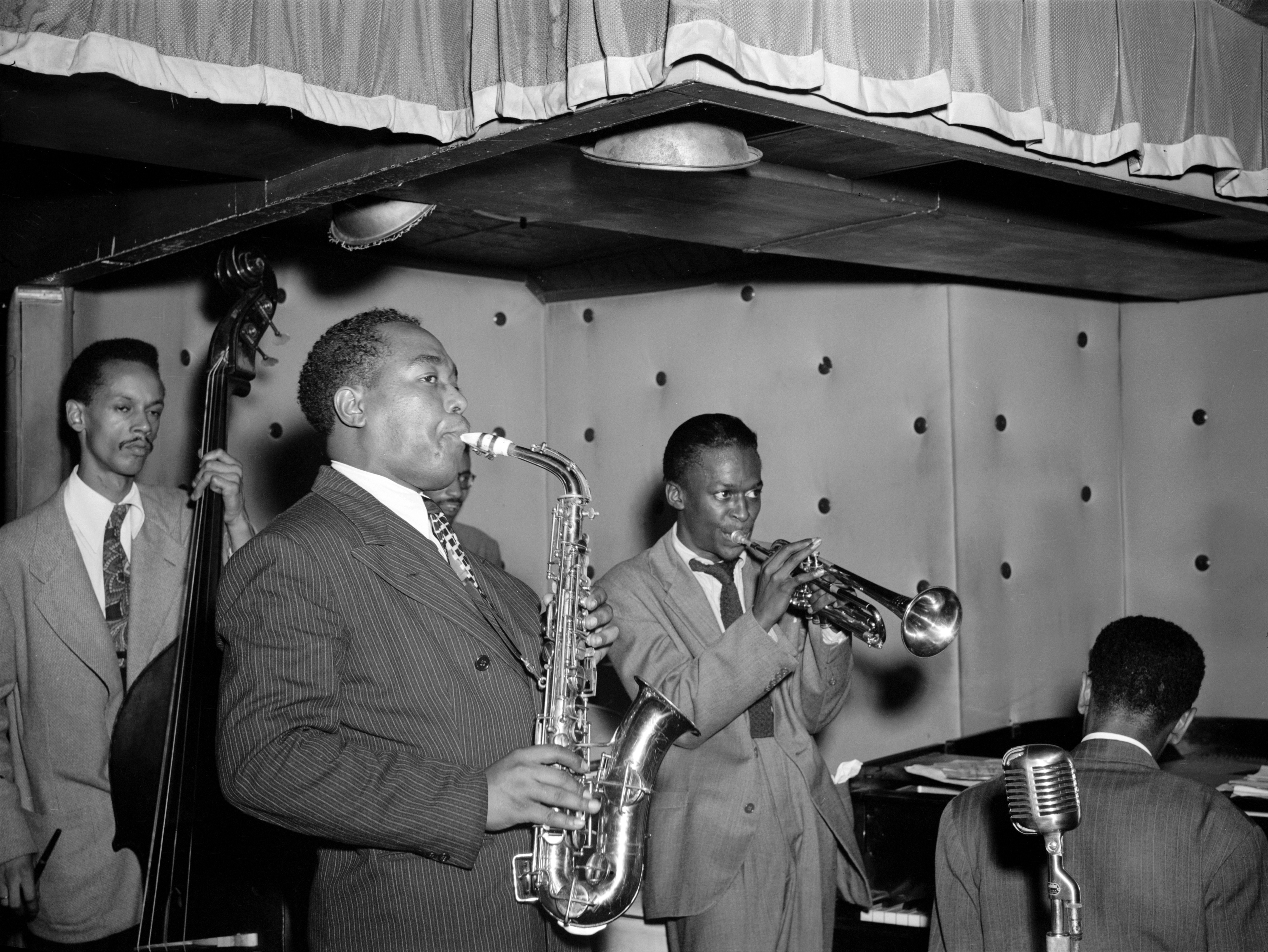
全盛期のパーカーのクインテット。左からトミー・ポッター (b)、チャーリー・パーカー (as)、マイルス・デイヴィス (tp)、デューク・ジョーダン (p)（後ろ姿）、マックス・ローチ (ds) は、パーカーの背後にほとんど隠れている。1947年8月ころにウィリアム・P・ゴットリーブが撮影。

1945年から1948年が音楽活動の最盛期であり、天才的なひらめきを伴ったそのアドリブは伝説化している。
1945年、若き日のマイルス・デイヴィスを自分のバンドに起用した。1947年にはマイルスの初リーダー・セッションもサポートする。ディジー・ガレスピーとともに『バード・アンド・ディズ (Bird and Diz)』 のアルバムを発表し、ビバップの誕生を告げた。アルバムにはセロニアス・モンクやカーリー・ラッセル、バディ・リッチも協力した。
若い頃から麻薬とアルコールに耽溺して心身の健康を損ない、幾度も精神病院に入院するなど破滅的な生涯を送った。1940年代末期以降は演奏に衰えが見られるようになり、1955年に肺炎で早世した（心不全や肝硬変などと書かれることもあるが、ドラッグと酒に起因する多臓器不全であったことは間違いない）。遺体は、検視した医師が50代～60代だと誤認してしまうほど年老いて見えたという。
亡くなった折、ニューヨークの至る所の壁には彼の早過ぎる死を惜しんだファンたちが「バードは生きている」と落書きをした。

## 死後
作曲でも『オーニソロジー』『コンファメーション』『ナウズ・ザ・タイム』など、現在まで演奏されるユニークな作品を多く残した。ちなみにジャコ・パストリアスはパーカー作『ドナ・リー』(実際はマイルス・デイヴィスの作品）をデビュー作でカヴァーした。
死の数ヶ月前にニューヨークのチャールズ・コーリン社と生涯唯一の教則本 『YARDBIRD ORIGINALS』 の契約を行う（1955年出版）。出版の理由は、麻薬中毒治療のための入院費用を捻出するためだった。この本については色々な憶測が流れていたが、契約書に加えて、死の2ヶ月前にパーカーにより書かれた出版社へのクリスマスカードで本人が行った契約だと再確認されている。2005年、『YARDBIRD ORIGINALS』 は改訂されて再出版された。
その教則本とは別に、2012年には、アメリカのハル・レオナード社から「The Bird Book：The Charlie Parker Real Book」という未発表曲を含めたジャズ演奏家のための公式シートミュージック集（テーマ部の楽譜集）が発表された。
彼の生涯は1988年製作の映画『バード』(クリント・イーストウッド監督)で描かれている。

## ディスコグラフィ（選定）
パーカーはサヴォイ・レコード(1944-1949)、ダイアル・レコード(1945-1947)、ヴァーヴ・レコード(1946-1954)の3レーベルに多く録音している。サヴォイやダイアルには彼の初期の作品があり、ダイアル期においては『チャーリー・パーカー・オン・ダイアル』が代表作に挙げられる。ヴァーヴには晩年の名作が収められている。それらの中から英語版よりの選定を抜粋する。
- Live at Townhall w. Dizzy(1945, first released in 2005)
- Bird and Diz at Carnegie Hall (1947)
- Bird on 52nd Street (1948)
- Jazz at the Philharmonic (1949)
- Charlie Parker All Stars Live at the Royal Roost (1949)
- One Night in Birdland (1950)
- Bird at the High Hat (1953)
- Charlie Parker at Storyville (1953)
- Jazz At Massey Hall (1953)

## 関連書籍
- 『チャーリー・パーカーの芸術』　平岡 正明 (著)、毎日新聞社、2000年。ISBN 4620314889
- 『チャーリー・パーカーの伝説』　ロバート・ジョージ・ライズナー(著)、晶文社 、1972年。ISBN 4794951779。（晶文社クラシックス）1998年。ISBN 4794912587。
- 『チャーリー・パーカー -モダン・ジャズを創った男』　カール・ウォイデック(著)、水声社、2000年。ISBN 4891764333。
- 『バードは生きている―チャーリー・パーカーの栄光と苦難』ロス・ラッセル (著) 、草思社、1985年。ISBN 4794202032。
- The Bird Book: Charlie Parker Real Book by Masaya Yamaguchi（山口雅也 編) 、 Hal Leonard Corporation) 、 2012年。　ISBN 978-1423495659。